# Бісмарк Веліс
Бісмарк Веліс (ісп. Bismarck Veliz, нар. 10 вересня 1993) — нікарагуанський футболіст, півзахисник клубу «Чинандега» та національної збірної Нікарагуа.

## Клубна кар'єра
У дорослому футболі дебютував 2013 року виступами за команду «Чинандега», в якій провів один сезон, взявши участь у 13 матчах чемпіонату.
Після цього по сезону провів за клуби «Депортіво Окоталь» та «Хувентус Манагуа» і 2016 року в рідний клуб «Чинандега». Відтоді встиг відіграти за нього 32 матчі в національному чемпіонаті.

## Виступи за збірну
11 грудня 2015 року дебютував в офіційних матчах у складі національної збірної Нікарагуа в товариській грі проти збірної Куби (1:0).
У складі збірної був учасником розіграшу Золотого кубка КОНКАКАФ 2017 року у США, де зіграв у двох матчах.